# Minettstram
Minettstram var en spårväg i området Röda Jorden i sydvästra Luxemburg, som drevs 1926–1956. Centrum för spårvägsnätet vad staden Esch-sur-Alzette och det sträckte sig ut till andra orter i kantonen Esch-sur-Alzette.
Spårvägen drevs av Transport intercommunal du canton d'Esch-sur-Alzette, ett bolag bildat av berörda kommuner, 
Centralpunkt i det smalspåriga spårvägsnätet var järnvägsstationen i Esch-sur-Alzette. Bolaget hade sin huvuddepå med verkstäder i samma stad och underdepåer i Differdange och Tétange.
Spårvägen hade, förutom en lokal linje i Esch-sur-Alzette, linjer till Pétange och Rodange, Dudelange, Rumelange samt Schifflange på ett nät på 53,8 kilometer.
Trafiken bedrevs med 25 motorvagnar och fem släpvagnar, vilka samtliga var byggda av Ateliers métallurgiques de Nivelles i Nivelles i Belgien, en fabrik tillhörande Société Anonyme la Métallurgique. Motorvagnarna hade 24 sittplatser och kunde maximalt ta 54 passagerare Släpvagnarna hade 18 sittplatser och tog upp till 48 passagerare. 

## Spårvägar i Storhertigdömet Luxemburg
Storhertigdömet Luxemburg har tidigare haft två områden med spårvägsnät. I staden Luxemburg fanns hästspårväg mellan 1875 och 1908 och en elektrifierad spårväg mellan 1908 och 1964. Den hästdrivna spårvägen var privatägd och i samband med elektrifiering kommunaliserad. Det andra spårvägsnätet var Minettstram i de mindre städerna i den närliggande kantonen Esch-sur-Alzette. 
Sedan 2017 drivs en ny spårväg i staden Luxemburg.

## Bildgalleri

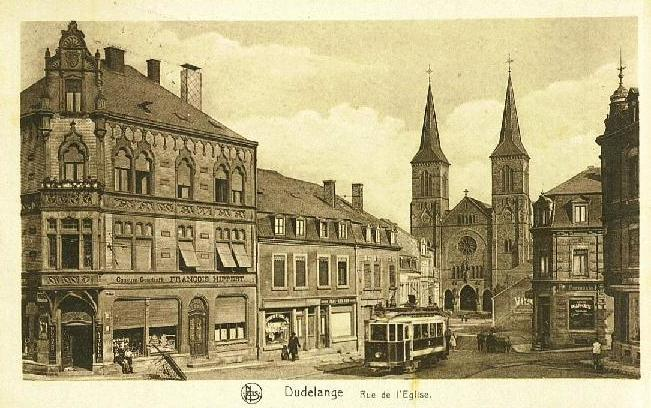
Spårvagn på rue d'Église i Dudelange, 1931
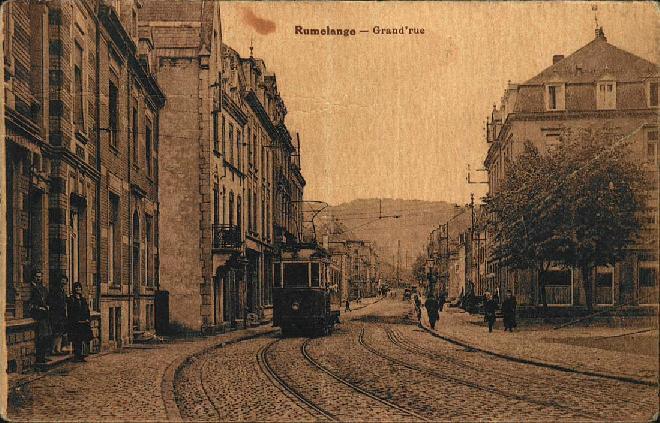
Grand rue i Rumelange, omkring 1948